# Tavarnelle Val di Pesa
Tavarnelle Val di Pesa – miejscowość i gmina we Włoszech, w regionie Toskania, w prowincji Florencja.
Według danych na rok 2004 gminę zamieszkiwało 7148 osób, 127,6 os./km².

## Współpraca
- Gagny, Francja
- Hatvan, Węgry
- Fălticeni, Rumunia
- Minden, Niemcy
- Tangermünde, Niemcy